# 川島隆
川島 隆（かわしま たかし、1976年 - ）は、ドイツ文学者。京都大学大学院文学研究科教授。プロボクサー・医師の川島実は実兄。

## 経歴
京都府長岡京市生まれ、奈良県奈良市育ち。東大寺学園高校を経て京都大学文学部へ進学。京都大学大学院文学研究科博士後期課程研究指導認定退学、2005年「カフカ文学の中国・中国人像」で、博士（文学）の学位を取得。
滋賀大学経済学部特任講師・特任准教授を経て、2013年10月京都大学大学院文学研究科准教授、2024年4月京都大学大学院文学研究科教授。

## 人物
専門は、ドイツ文学、ジェンダー論、メディア論。主な研究対象作家はフランツ・カフカおよびヨハンナ・シュピーリ。

カフカの『変身』について、「『意味が分からない』とよく言われる作品だが、そもそも『メッセージが込められている』と考えるから難しくなる。この作品にそうしたものはない」と述べている。

## 著作

### 単著
- 川島隆『ハイジの生みの親ヨハンナ・シュピーリ』青弓社、2024年8月。ISBN 9784787292766。
- 川島隆『NHK「100分de名著」ブックス カフカ 変身――「弱さ」という巨大な力』NHK出版、2024年6月。ISBN 9784140819654。
- 川島隆『NHKテレビテキスト 100分de名著 カフカ「変身」』NHK出版、2012年4月。ISBN 9784142230143。
- 川島隆『カフカの〈中国〉と同時代言説 黄禍・ユダヤ人・男性同盟』彩流社、2010年4月。ISBN 9784779115288。

### 共編著
- 井出万秀・川島隆 編『ドイツ語と向き合う（シリーズ ドイツ語が拓く地平2）』ひつじ書房、2020年8月。ISBN 9784894769984。
- ちばかおり・川島隆『図説 アルプスの少女ハイジ『ハイジ』でよみとく19世紀スイス』河出書房新社、2013年9月。ISBN 9784309762074。
- 松浦さと子・川島隆 編『コミュニティメディアの未来―新しい声を伝える経路―』晃洋書房、2010年3月。ISBN 9784771021501。

### 共著
- 金志成 編『さまざまな一年―近現代ドイツ文学における暦の詩学』松籟社、2021年3月。ISBN 9784879844040。
- Japanische Gesellschaft für Germanistik, ed (2020-11). Religiöse Erfahrung -- Literarischer Habitus: Akten des JGG-Kulturseminars 2017/2018. Iudicium Verlag. ISBN 9783862053308
- 磯崎康太郎・香田芳樹 編『晩年のスタイル―老いを書く、老いて書く』松籟社、2020年3月。ISBN 9784879843852。
- Harm-Peer Zimmermann, Peter O. Büttner & Bernhard Tschofen, ed (2019-09). Kreuz- und Querzüge: Beiträge zu einer literarischen Anthropologie. Festschrift für Alfred Messerli. Wehrhahn Verlag. ISBN 9783865257307
- 高田博行・山下仁 編『断絶のコミュニケーション（ドイツ語が拓く地平１）』ひつじ書房、2019年3月。ISBN 978-4894769618。
- スイス文学会 編『スイス文学・芸術論集 小さな国の多様な世界』鳥影社、2017年6月。ISBN 9784862656124。
- 青地伯水 編『文学と政治：近現代ドイツの想像力』松籟社、2017年3月15日。ISBN 9784879843548。
- 宮田眞治・畠山寛・濱中春 編『ドイツ文化55のキーワード』ミネルヴァ書房、2015年3月。ISBN 9784623072538。
- 青地伯水 編『映画でめぐるドイツ：ゲーテから21世紀まで』松籟社、2015年7月1日。ISBN 9784879843364。
- 青地伯水 編『啓蒙と反動』春風社、2013年4月。ISBN 9784861103629。
- 『シンプル・ドイツ語―空欄補充式』郁文堂、2012年4月。ISBN 9784261012460。
- 金山勉・津田正夫 編『ネット時代のパブリック・アクセス』世界思想社、2011年4月。ISBN 9784790715160。
- 松浦さと子・小山帥人 編『非営利放送とは何か―市民が創るメディア』ミネルヴァ書房、2008年9月。ISBN 9784623052325。
- 『【KAWADE道の手帖】ベンヤミン―救済とアクチュアリティ』河出書房新社、2006年6月。ISBN 9784309740126。

### 翻訳
- ペーター・ビュトナー『ハイジの原点 アルプスの少女アデライーデ』郁文堂、2013年3月。ISBN 9784261073157。
- ジビュレ・クレーマー 著、共訳 訳『メディア、使者、伝達作用―メディア性の「形而上学」の試み』晃洋書房、2014年5月。ISBN 9784771025325。
- ジャン＝ミシェル・ヴィスメール『ハイジ神話 世界を征服した「アルプスの少女」』晃洋書房、2015年3月。ISBN 9784771026025。
- フランツ・カフカ『ポケットマスターピース01 カフカ』編集協力、多和田葉子編者代表、集英社文庫、2015年10月。ISBN 9784087610345。
- 秋草俊一郎･戸塚学･奥彩子･福田美雪･山辺弦 編『世界文学アンソロジー いまからはじめる（共訳）』三省堂、2019年7月。ISBN 9784385362359。
- フランツ・カフカ『変身』角川文庫、2022年2月。ISBN 9784041092361。
- ブルクハルト・ブリュックナー『入門 精神医学の歴史』村井俊哉と監訳、服部裕之･山本啓一訳、日本評論社、2023年8月。ISBN 9784535985285。

## テレビ出演
- NHK教育テレビ「100分de名著」（2012年5月度）

## ラジオ出演
- TBSラジオ「伊集院光とらじおと」（2022年2月22日）

## 連載
- NHKテキスト「まいにちドイツ語」「カフカの短編を読む　『Ein Landarztの世界』」（2019年度：2019年4月～2020年3月）
- NHKテキスト「まいにちドイツ語」「大人のための「ハイジ」深読み」（2020年度・2021年度：2020年4月～2022年3月）
- NHKテキスト「まいにちドイツ語」「名場面で再発見『バンビ―森に生きた記録』」（2023年度・2024年度：2023年4月～）

## 受賞
- 第9回 日本独文学会賞（日本語研究書部門／2010.1.1～2010.12.31刊行）（2011年）
- 第8回 日本オーストリア文学会賞（単行本部門）（2012年）
- 第15回 日本独文学会賞（日本語論文部門／2016.1.1～2016.12.31刊行）（2017年）